# Vocal casi abierta posterior no redondeada
Una vocal casi abierta posterior no redondeada es un tipo de sonido vocálico que se produce sólo en un puñado de idiomas. No tiene letra propia, por lo que se escribe con ɑ̝ o ʌ̞.
Aparece en muy pocos idiomas no relacionados. Cuatro se encuentran en Rusia, Georgia y Azerbaiyán, mientras que el selepet es el idioma de Papúa Nueva Guinea.

## Características
- Su abertura es casi abierta, lo que significa que la lengua se sitúa algo más hacia arriba que para una vocal abierta.

- Su localización es posterior, lo que significa que la lengua se sitúa tan atrás como sea posible en la boca sin crear una constricción que se pueda calificar como consonante.

- Es una vocal no redondeada, lo que significa que los labios no se abocinan.

## Ocurre en
| Idioma   | Idioma    | Palabra               | AFI                   | Significado           |
| -------- | --------- | --------------------- | --------------------- | --------------------- |
| azerí    | azerí     | alti                  | [ɑ̝ltɪ]                | 'seis'                |
| janti    | severna   | năŋ                   | [nɑ̟̝ŋ]                 | 'tú'                  |
| lak      | lak       | [ ejemplo requerido ] | [ ejemplo requerido ] | [ ejemplo requerido ] |
| osetio   | ironska   | арт (art)             | [ɑ̝̹r̺t̺]                 | 'fuego'               |
| selepet  | selepet   | [ ejemplo requerido ] | [ ejemplo requerido ] | [ ejemplo requerido ] |
| esloveno | dolenjsko | dlan                  | [dˡʟɒ̝ːn]              | 'palma'               |